# Весільна печера
Весільна (рос. Свадебная) — печера в Башкортостані, Росія. Печера комплексного (горизонтально-вертикального) типу простягання. Загальна протяжність — 316 м. Глибина печери становить 77 м. Категорія складності проходження ходів печери — 1. Печера відноситься до Бельсько-Нугуського району Південної області Західноуральської спелеологічної провінції.